# تشارلز أميس واشبورن
تشارلز أميس واشبورن هو دبلوماسي وسياسي أمريكي، ولد في 1822، وتوفي في 1889.